# Tiberio Sempronio Gracco (tribuno della plebe 133 a.C.)
Tiberio Sempronio Gracco (in latino Tiberius Sempronius Gracchus pronuncia classica o restituta: [tɪˈbɛ.ri.ʊs sɛmˈproː.ni.ʊs ˈɡrak.kʰʊs]; Roma, 163 a.C. – Roma, 132 a.C.) è stato un politico romano della fazione dei Populares, tribuno della plebe nel 133 a.C.. 
Durante il suo mandato fece approvare una legge agraria che prevedeva il trasferimento della terra dai ricchi patrizi al resto della popolazione. La forte opposizione del Senato, della fazione degli Optimates e dei grandi proprietari terrieri, le cui proprietà erano minacciate dalla riforma, sfocerà nel suo assassinio.

## Biografia
Figlio maggiore dell'omonimo Tiberio Sempronio Gracco di origine plebea e di Cornelia, figlia di Publio Cornelio Scipione Africano, di antica famiglia aristocratica, appartenne quindi all'oligarchia patrizio-plebea. Il legame genealogico paterno con la gens plebea permette a Tiberio prima, a Gaio poi, l'ascesa al tribunato (133 e 123 a.C.), quindi il primo contatto con l'attività politica del senato. Poco più che fanciullo fece parte dei sacerdoti auguri grazie anche all'approvazione dell'influente senatore Appio Claudio Pulcro che poco più tardi gli diede in moglie la figlia Claudia, da cui non ebbe nessun figlio. Nel 146 a.C. all'età di diciassette anni militò in Libia sotto il comando del cognato Scipione Emiliano. Nove anni dopo, al suo ritorno a Roma venne eletto questore e dovette partire per la guerra contro i Numantini sotto il comando del console Gaio Ostilio Mancino. L'esito della guerra fu disastroso e, una volta messi in fuga i Romani, i nemici si dichiararono disposti a trattare soltanto con Tiberio, memori delle gesta del padre che in passato era stato loro alleato.
Accettò di trattare con i Numantini anche per recuperare il diario e le tavole del suo ufficio di questore che erano state rubate nel saccheggio successivo alla fuga romana. Tornato a Roma fu accusato e biasimato per il suo gesto, ma il popolo e le famiglie dei soldati (20.000 vite furono risparmiate) scampati al massacro lo acclamarono come un salvatore. La reazione ostile venne proprio dalla compagine dei senatori per il fatto che i romani uscirono piegati dalla presa di Numanzia e patteggiarono la pace. Il senato rimandò a Numanzia Gaio Ostilio Mancino come prigioniero per causa di disonore, in secondo luogo non ratificò la pace che Tiberio aveva formulato; infine Scipione Emiliano fu inviato in terra numantina e nel 133 a.C. ottenne il dominio della città.

### Tribunato della plebe
Fu eletto tribuno della plebe nel 133 a.C. e la sua prima vera iniziativa fu quella di compilare una legge, la lex agraria, con l'aiuto del pontefice massimo Crasso e del console Publio Muzio Scevola, per la redistribuzione delle terre del suolo italico, usurpate dai ricchi ai più poveri e offerte ai forestieri per la lavorazione (legge agraria). La legge limitava l'occupazione delle terre dello stato a 500 iugeri (125 ettari) e riassegnava le terre eccedenti ai contadini in rovina. Una famiglia nobile poteva avere 500 iugeri di terreno, più 250 per ogni figlio, ma non più di 1 000; i terreni confiscati furono distribuiti in modo che ogni famiglia della plebe contadina avesse 30 iugeri (7,5 ettari).
Il provvedimento era sostenuto dal popolo anche attraverso scritte sui maggiori monumenti e sulle pareti dei portici di Roma ma fu ricusato sdegnosamente dai ricchi che tentarono inutilmente di incitare una rivolta contro Tiberio. La legge fu approvata ma incontrò gravi difficoltà ad esempio, molti italici, che erano rimasti sui terreni come affittuari, temevano di perdere tutto con la legge di Tiberio, così come alcune comunità alleate di Roma. 
Il dibattito sull'assegnazione delle terre era collegato alla questione del diritto di cittadinanza: gli abitanti alleati avevano interessi a ottenere gli stessi diritti dei cittadini romani.
I possidenti si appoggiarono allora ad un altro tribuno della plebe, il giovane Marco Ottavio, che accettò di porre il veto alla legge agraria, così Tiberio minacciò di far revocare dai comizi la nomina del suo collega, sostenendo che poteva essere deposto chi non agiva nell'interesse della plebe. 
Tiberio, in risposta al veto, scrisse una legge ancora più restrittiva per i possidenti terrieri e iniziò così una sfida tra i due tribuni che quotidianamente si cimentavano in senato in dure sfide oratorie. Tiberio pose a sua volta il veto a diverse proposte dei patrizi per spingerli con l'ostruzionismo ad accettare la revoca. Con un nuovo editto proibì ai magistrati di intraprendere affari sino alla votazione della legge e questi come risposta si dimisero dalle loro cariche arrivando anche ad assoldare sicari per far uccidere Tiberio.

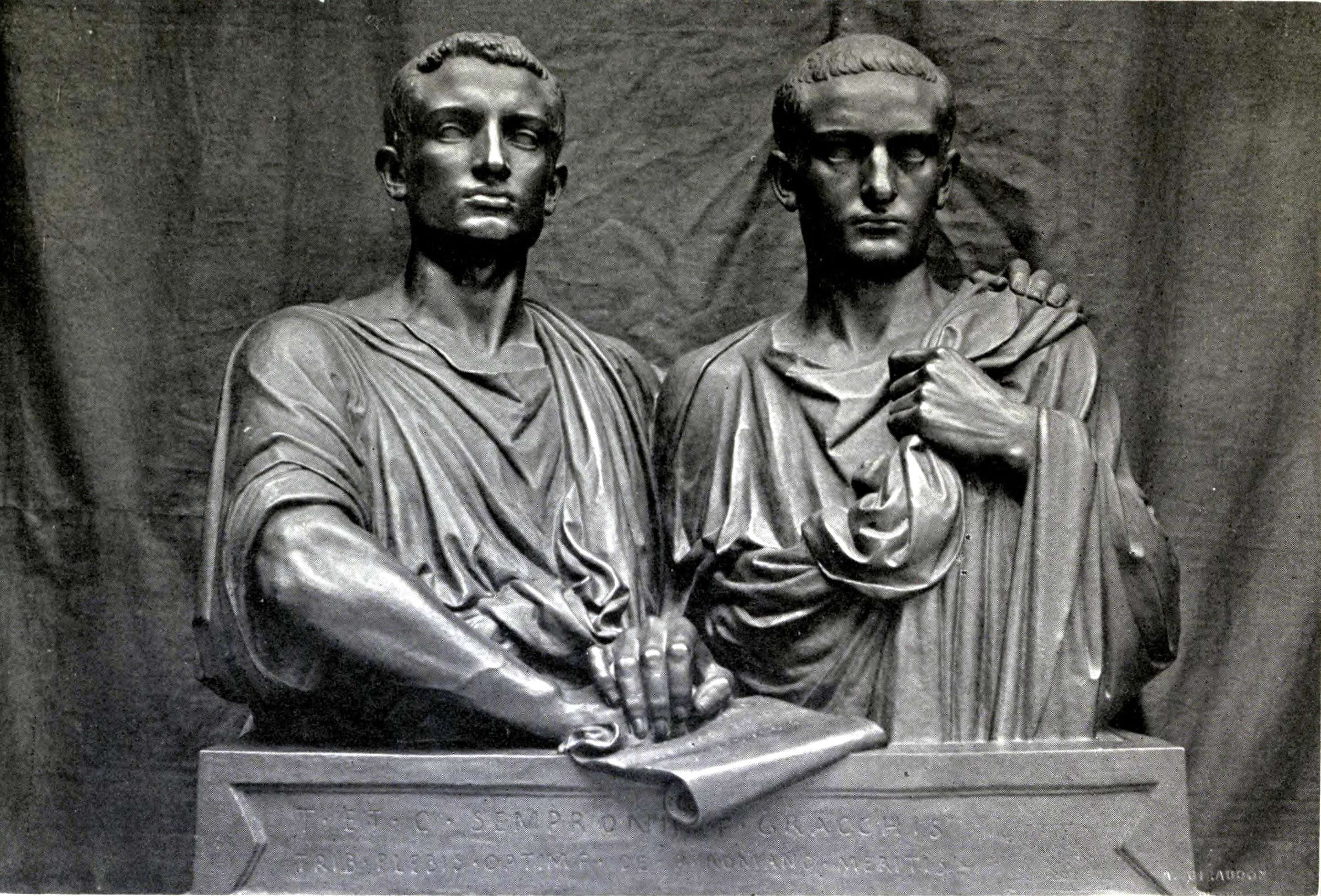
Eugène Guillaume, I Gracchi (Museo d'Orsay)

Il giorno nel quale il popolo fu chiamato a votare, i nemici di Tiberio asportarono le urne creando gran tumulto, ma lo scontro fu evitato anche grazie alla mediazione dei consolari Manlio e Fulvio che lo convinsero a rimettersi al senato. La discussione in assemblea fu però infruttuosa e così Tiberio fu costretto a proporre ufficialmente la destituzione di Ottavio che il giorno dopo fu approvata dal concilio della plebe portando così anche all'approvazione della legge; ma il clima era sempre infuocato e nonostante i gesti distensivi di Tiberio nei confronti dell'avversario, Ottavio fu a fatica sottratto dalle grinfie della folla inferocita. I comizi approvarono infine la legge agraria.
Sorvegliare l'equità della divisione spettò, oltre allo stesso Tiberio, al suocero Claudio Pulcro (princeps del senato) e al fratello Gaio Sempronio Gracco. Intanto l'opposizione dei più ricchi si faceva sempre più estenuante e andava dal rifiuto di costruire un edificio pubblico preposto alla causa della legge agraria fino all'avvelenamento di un amico di Tiberio.
Alla sua morte il re di Pergamo Attalo III Filopatore (133 a.C.) lasciò in eredità le sue terre e le sue ricchezze al popolo romano. Tiberio propose che il suo patrimonio fosse destinato all'acquisto di sementi e attrezzi agricoli per i nuovi proprietari e che le nuove terre fossero anch'esse divise tra la plebe.
Intanto i suoi amici pensarono di farlo candidare nuovamente al tribunato (andando contro la Lex Villia del 180 a.C.) e perciò doveva in tutti i modi accattivarsi in maniera esponenziale i favori della plebe. Propose leggi sull'abrogazione del servizio militare per lungo tempo, sulla concessione del diritto all'appello contro tutti i magistrati e sull'ingresso in senato di un maggior numero di cavalieri.
Il giorno della votazione non disponeva però della maggioranza ed i suoi alleati fecero ostruzionismo fino al rinvio dell'assemblea al giorno dopo: Tiberio scoppiò a piangere per paura di possibili attentati alla sua persona suscitando commozione nel popolo che si offrì di sorvegliare la sua casa durante la notte.

### Assassinio
La mattina seguente al Campidoglio, dove era radunato il popolo per votare, c'era un tale rumore che non si riusciva a parlare. Tiberio fu informato che i suoi nemici avevano un piano per uccidere il console Muzio Scevola e negli sviluppi dell'assemblea cominciò a diffondersi il panico, con i sostenitori di Tiberio che impugnarono le lance per difendersi.

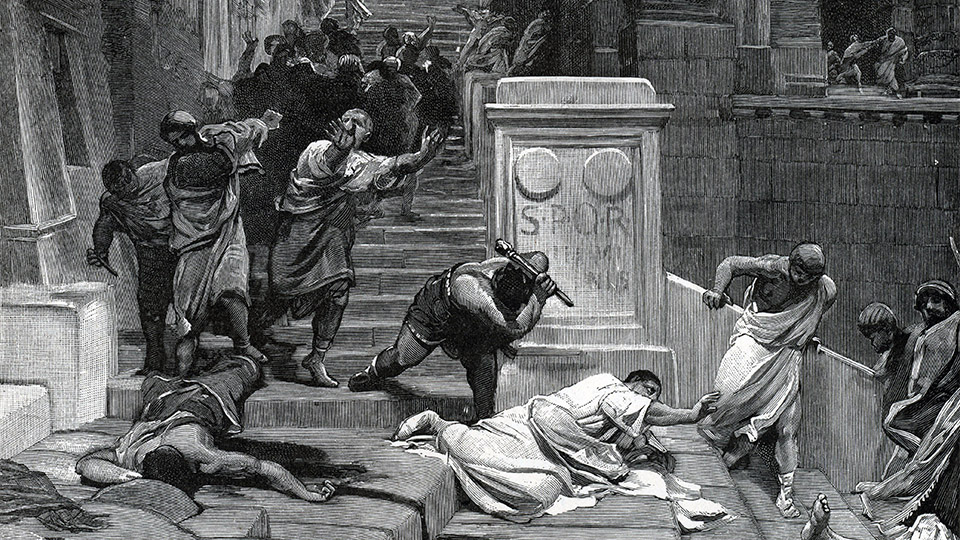
L'omicidio di Tiberio Gracco

I nemici di Tiberio corsero al Senato e denunciarono il fatto, accusandolo di voler essere re: il pontefice massimo, Publio Cornelio Scipione Nasica Serapione, cugino per parte materna di Tiberio e capo degli Ottimati, esortò i suoi a far rispettare la legge di Publicola e le XII tavole in maniera sommaria, cioè mediante la formula del tumultus, e i suoi partigiani marciarono armati fino al Campidoglio. Ne seguì una carneficina nella quale persero la vita oltre trecento cittadini romani e tra loro lo stesso Tiberio, ucciso a bastonate, forse per mano di Nasica stesso. Il suo cadavere fu gettato nel Tevere e i suoi amici condannati a morte o esiliati senza processo.
Il senato non si oppose però alla spartizione delle terre ed elesse come nuovo esecutore il suo parente Publio Licinio Crasso Dive Muciano. Nasica fu ripetutamente offeso e minacciato ed il senato decise di mandarlo in Asia per precauzione. L'opera di Tiberio venne poi portata avanti dal fratello Gaio, che realizzò molte leggi in favore della plebe, prima di cadere anche lui vittima dei nemici politici. Gaio, memore della morte impunita del fratello, fece però anche votare la Lex de provocatione, che vietava la condanna capitale di un cittadino senza regolare processo ed eventuale ricorso alla provocatio ad populum.